# 釘齒獸
釘齒獸（學名Gomphos）是一屬已滅絕的齧齒動物。牠們生存於5500萬年前始新世早期的中國及蒙古。其模式種是G. elkema。
生物学家在蒙古戈壁发现的一具距今5500万年前的兔子祖先的化石，该种动物以前曾有发现，但如此完整的化石尚是首次发现。 
化石的研究者，德国柏林洪堡大学的罗伯特·阿斯教授等人在最新一期《科学》杂志中，对这具标本进行了描述。这种动物名为钉齿兽(Gomphos elkema)，其属名“Gomphos”乃说明该动物牙齿的特征。钉齿兽的标本保存得相当完整，其骨骼与现生的兔子相似，其后腿长度是前腿的两倍以上。但它有一条长长的尾巴；而它的牙齿与其说像兔子，不如说更与松鼠相似。 
阿斯教授称：钉齿兽与现代的兔类有极为紧密地关系，它的发现有力支持了现代胎盘类动物出现于恐龙灭绝之后的理论。

## 外部連結
- the Paleobiology Database （页面存档备份，存于）